# Томковичи
То́мковичи (бел. Томкавічы) — агрогородок в составе Добринёвского сельсовета Дзержинского района Минской области Беларуси. Деревня расположена в 25 километрах от Дзержинска, 36 километрах от Минска и 9 километрах от железнодорожной станции Фаниполь. Расположен на берегу реки Рапусса.

## История
Известна с конца XVIII века, как деревня в составе Минского воеводства Великого княжества Литовского, находилась во владении Радзивиллов. После второго раздела Речи Посполитой в 1793 году, в составе Российской империи. В 1800 году насчитывается 7 дворов, проживают 29 жителей, собственность князя Доминика Радзивилла. В конце XIX — начале XX века — село в Самохваловичской волости Минского уезда Минской губернии. В 1897 году, по данным первой всероссийской переписи, в деревне насчитывается 4 двора, проживает 31 житель. В 1917 году — 22 жителя.
С 9 марта 1918 года в составе провозглашённой Белорусской Народной Республики, однако фактически находилась под контролем германской военной администрации. С 1 января 1919 года в составе Советской Социалистической Республики Белоруссия, а с 27 февраля того же года в составе Литовско-Белорусской ССР, летом 1919 года деревня была занята польскими войсками, после подписания рижского мира — в составе Белорусской ССР. 
С 20 августа 1924 года в составе Рубилковского сельсовета (который с 23 марта 1932 года по 14 мая 1936 года являлся национальным польским сельсоветом)  Самохваловичского района, с 18 января 1931 года в составе Койдановского района (с 29 июня 1932 года — Дзержинского) Минского округа, с 20 февраля 1938 года — в составе Минской области, с 31 июля 1937 года по 4 февраля 1939 года в составе Заславского района. В годы коллективизации был образован колхоз. В 1926 году по данным первой всесоюзной переписи населения, в Томковичах было 4 двора.
В Великую Отечественную войну с 28 июня 1941 года по 6 июля 1944 года деревня была оккупирована немецко-фашистскими захватчиками, на фронте погиб 1 житель деревни. В 1960 году в деревне проживали 38 жителей, деревня являлась центром колхоза «Коминтерн». В 1991 году в деревне насчитывалось 63 двора, 244 жителя. В 2007 году на базе деревни был образован агрогородок. По состоянию на 2009 год — центр ОАО «Правда-Агро». 28 мая 2013 года деревня была передана из состава упразднённого Рубилковского сельсовета в Добринёвский сельсовет.

## Улицы
По состоянию на октябрь 2019 года в агрогородке Томковичи насчитывается 7 улиц и переулков:
- Центральная улица (бел. Цэнтральная вуліца);
- Садовая улица (бел. Садовая вуліца);
- Зелёная улица (бел. Зялёная вуліца);
- Молодёжная улица (бел. Маладзёжная вуліца);
- Полевая улица (бел. Палявая вуліца);
- Солнечная улица (бел. Сонечная вуліца);
- Центральный переулок (бел. Цэнтральны завулак).

## Население
| Численность населения (по годам) | Численность населения (по годам) | Численность населения (по годам) | Численность населения (по годам) | Численность населения (по годам) | Численность населения (по годам) | Численность населения (по годам) | Численность населения (по годам) |
| 1800                             | 1897                             | 1909                             | 1917                             | 1960                             | 1991                             | 1999                             | 2004                             |
| -------------------------------- | -------------------------------- | -------------------------------- | -------------------------------- | -------------------------------- | -------------------------------- | -------------------------------- | -------------------------------- |
| 29                               | ↗31                              | ↘24                              | ↘22                              | ↗38                              | ↗244                             | ↗381                             | ↘355                             |
| 2009                             | 2017                             | 2018                             | 2021                             | 2022                             |                                  |                                  |                                  |
| ↗377                             | ↗464                             | ↗469                             | ↗510                             | ↘506                             |                                  |                                  |                                  |

## Инфраструктура
- ГУО «Томковичский учебно-педагогический комплекс ясли-сад-базовая школа»;
- УЗ «Томковичский фельдшерско-акушерский пункт»;
- отделение связи «Белпочта»;
- комплексно-приёмный пункт;
- столовая;
- продуктовый магазин «Родны Кут»[9].

## События и мероприятия
- 2024 год — районный фестиваль "Дожинки"

## Достопримечательности
- В центре деревни расположен Памятник землякам, возле правления бывшего колхоза «Коминтерн». Был установлен в память о 69 земляках, которые погибли в борьбе против немецко-фашистских захватчиков в Великую Отечественную войну, в 1966 году был установлен обелиск[10].